# Cebysa disclisioproctella
Cebysa disclisioproctella är en fjärilsart som beskrevs av Hans Daniel Johan Wallengren 1861. Cebysa disclisioproctella ingår i släktet Cebysa och familjen säckspinnare. Inga underarter finns listade i Catalogue of Life.